# Richard Stevens
Majoor Richard Henry Stevens (Athene, 9 april 1893 - 12 februari 1967) was een Britse agent van de British Secret Intelligence Service (SIS), tegenwoordig beter bekend onder de naam MI-6, tijdens de Tweede Wereldoorlog. Hij is vooral bekend geworden door zijn gevangenneming tijdens het Venlo-incident samen met kapitein Sigismund Payne-Best.
Richard Henry Stevens heeft in Sachsenhausen en Dachau gevangengezeten en de oorlog overleefd. Tijdens deze jaren leerde hij onder meer Georg Elser en theoloog Dietrich Bonhoeffer kennen.
In 1967 stierf hij op 73-jarige leeftijd aan kanker.
- Bibsys: 14056649
- International Standard Name Identifier: 0000 0001 1788 260X
- Library of Congress Control Number: nb2016015776
- Nederlandse Thesaurus van Auteursnamen: 070478899
- Système universitaire de documentation: 146274946
- Virtual International Authority File: 165845942
- WorldCat: E39PBJmhQdmtMbXrYkbVcbBpT3